# Johanneskirche (Unterhausen)

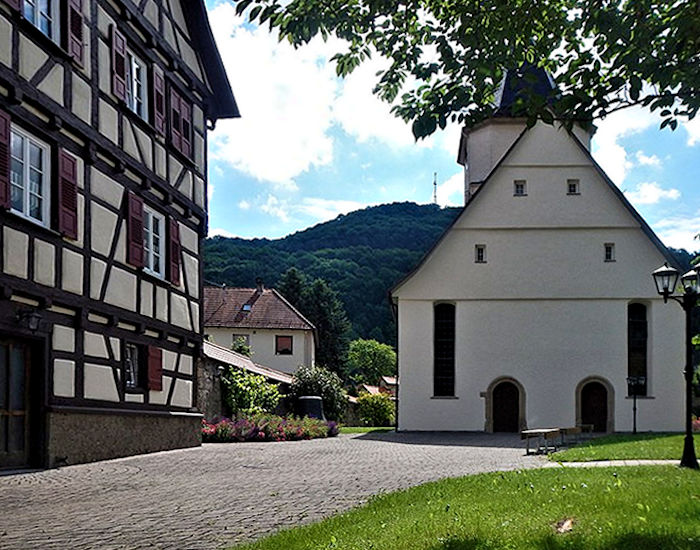
Die Johanneskirche in Unterhausen

Die Johanneskirche ist ein Kirchengebäude der evangelischen Kirche in Lichtenstein im Landkreis Reutlingen in Baden-Württemberg. Sie liegt im Ortsteil Unterhausen und gehört mit der Erlöserkirche und der Galluskirche zur Evangelischen Gesamtkirchengemeinde Unterhausen-Honau. Die Gemeinde verfügt über die zwei Pfarrbezirke Nord und Süd.

## Baugeschichte
Im 12. oder 13. Jahrhundert entstand an der heutigen Stelle der Johanneskirche ein Vorgängerbau auf Kalksteinfundamenten in romanischer Bauweise und vermutlich als Fachwerkgebäude. Um 1250 entstand ein Chorturm aus Tuffstein als Anbau an das bestehende Gebäude. Zwischen 1250 und 1275 wurde das bestehende Kirchengebäude durch ein Langhaus aus Tuffstein ersetzt. Die weißen Wände des Gebäudes waren innen mit gelben und außen mit roten Malereien versehen. In den 1280er-Jahren wurde rund um den Kirchhof eine Wehrmauer errichtet. 1430 entstanden im Chorraum Malereien in Fresko-Technik. Sie zeigten in drei Reihen mit je elf Bildern das Leben und Sterben Johannes des Täufers und Leiden, Sterben und Auferstehen Christi.
Das Kirchengebäude wurde um 1500 erstmals umfassend im Stil der Spätgotik renoviert. Der Chorraum wurde um eine Sakramentsnische und Sterngewölbe erweitert, der Turm um fünf Meter erhöht. Bei den Umbauarbeiten wurde keine Rücksicht auf die Fresken genommen. Kurz darauf wurde die Sakristei angebaut. Im Zuge der Reformation Unterhausens 1534 wurde der Kirchenraum vergrößert, um auch die Gemeindeglieder aus Oberhausen, das seine Eigenständigkeit verloren hatte, aufnehmen zu können. Um 1550 erhielt die Kirche ein Chorgestühl. 1585 wurde die Kirche im Stil der Renaissance umgestaltet und das Langhaus nach Norden hin deutlich erweitert. Für den neuen Dachstuhl wurden vier große Säulen im Kirchenschiff aufgestellt. Im 16. oder 17. Jahrhundert wurde die Sakristei unterkellert. Der Keller diente vermutlich als Beinhaus. 1661 wurde die Kirche im Barockstil umgestaltet. 1811 wurde der Glockenturm zu seinem heutigen Erscheinungsbild ausgebaut und erhöht. 1868 wurde die Kirche zum dritten Mal umgebaut und im Stil des Historismus umgestaltet. Dabei wurde auch die Sakristei erweitert. 1890 erfolgte erneut eine Umgestaltung; diesmal zum Jugendstil. 1946/1947 wurden die Kirche umfassend renoviert und die Sakristeierweiterung von 1868 unterkellert. Unter der Kirche wurde ein Heizungskeller gegraben.
1977 wurde eine Orgel von Peter Plum eingebaut.
Von 2008 bis 2011 fand die fünfte große Renovierung statt.

## Geläut
| Name          | Ton | Weihejahr | Hersteller                                                      | Inschrift                                                            | Läutet / Schlägt zu:                                                            |
| ------------- | --- | --------- | --------------------------------------------------------------- | -------------------------------------------------------------------- | ------------------------------------------------------------------------------- |
| Betglocke     | des | 2001      | Württembergische Glockengießerei A. Bachert, Bad Friedrichshall | Allein Gott in der Höh sei Ehr.                                      | Uhrschlag; Tagesgeläut; Gottesdienste; Sonntagseinläuten; Vaterunser            |
| Kreuzglocke   | f   | 1526      | Geschützgießerei Keßler, Urach                                  | In der Got 1526 ward ich gosen zvo Vrach von Lienhard Joerg Wilhalm. | Uhrschlag; Tagesgeläut; Gottesdienste; Sonntagseinläuten; Fürbitte; Trauerfeier |
| Zeichenglocke | as  | 1992      | Württembergische Glockengießerei A. Bachert, Bad Friedrichshall | O Land, Land Land höre des Herrn Worte                               | Tagesgeläut; Gottesdienste; Sonntagseinläuten; Fürbitte                         |
| Schiedglocke  | b   | 1992      | Württembergische Glockengießerei A. Bachert, Bad Friedrichshall | Verleih uns Frieden gnädiglich                                       | Gottesdienste; Sonntagseinläuten; Fürbitte                                      |
| Taufglocke    | c   | 1618      | Wolfgang Niedhardt, Stuttgart                                   | Wolfgang Niedhardt in Stutgard gos mich anno domini 1618             | Taufhandlung                                                                    |